# Thürings voetbalkampioenschap
Het Thürings voetbalkampioenschap  (Duits: Kreisliga Thüringen) was een van de regionale voetbalcompetities van de Midden-Duitse voetbalbond, die bestond van 1907 tot 1923. De kampioen plaatste zich telkens voor de Midden-Duitse eindronde en maakte zo ook kans op de nationale eindronde.
De competitie werd eigenlijk al in 1905 opgericht, maar werd beschouwd als een tweede klasse, en de kampioen mocht dus niet aan de eindronde deelnemen. In 1907 werd de competitie dan toch opgewaardeerd naar hoogste klasse. Na twee seizoenen werd de competitie opgedeeld in Noord- en Oost-Thüringen. In 1910 kwamen er ook nog West- en Zuid-Thüringse competitie bij. Tijdens de Eerste Wereldoorlog kwam er ook nog een Wartburgse competitie. In 1918 werd de competitie geherstructureerd. De competities van Noord-, Oost-, Zuid- en West-Thüringen en die van Wartburg werden verenigd in de Thüringenliga. Clubs uit Zuid- en West-Thüringen werden te zwak bevonden en hadden pas vanaf 1920 een deelnemer aan de competitie. In 1919 voerde de Midden-Duitse bond in al zijn competities een herschikking door die Thüringen al een jaar eerder gedaan had. De competitie kreeg wel de nieuwe naam Kreisliga Thüringen. 
Na vier seizoenen werd de Kreisliga ontbonden en werden de competities van voor de oorlog opnieuw ingevoerd als Gauliga. In 1921 was er met de Osterlandse competitie als zesde reeks in de tweede klasse nog een competitie die ook in 1923 een hoogste klasse werd. 

## Erelijst
- 1908 SC Erfurt 1895
- 1909 SC Erfurt 1895
- 1919 SC Erfurt 1895
- 1920 SC Erfurt 1895
- 1921 VfB Coburg
- 1922 SpVgg 02 Erfurt
- 1923 SV 01 Gotha

## Seizoenen
Voor een overzicht van het aantal seizoenen dat een club in de hoogste klasse speelde zie de desbetreffende pagina's van de andere competities, de seizoenen zijn telkens daarbij geteld. 